# J. Barry Cooke
J. Barry Cooke (* 28. April 1915 in London; † 21. April 2005) war ein US-amerikanischer Bauingenieur im Bereich der Geotechnik und international bekannt als Experte für Steinschüttdämme. Cooke war für den Entwurf von 18 Staudämmen für Wasserkraftwerke verantwortlich und beriet weltweit bei zahlreichen weiteren. Auf ihn geht der Felsschüttdamm mit Betonverkleidung zurück. 

## Leben
Cooke wuchs zunächst in London auf, bevor seine Familie 1926 in die USA auswanderte. Nach einem Ingenieurstudium begann er 1939 für die Pacific Gas and Electric Company in San Francisco zu arbeiten.
Von 1942 bis 1946 diente er als Ingenieuroffizier in der US-Armee, zuletzt als Major. Er war an der Invasionsplanung beteiligt und dann an der Rheinüberquerung bei der Brücke von Remagen. Für seine Verdienste wurde er mit der Bronze Star Medal ausgezeichnet.
Ab 1947 arbeitete er wieder für die Pacific Gas and Electric Company. Bis er 1961 vorzeitig in Ruhestand ging, war er an zahlreichen Projekten beteiligt, darunter über 100 Staudammprojekte und Tunnelbauten mit einer Gesamtlänge von 200 km.
Nachdem er Pacific Gas and Electric verlassen hatte, gründete Cooke eine unabhängige Beratungsfirma und arbeitete freiberuflich.
1982 war Cooke der 18. Terzaghi Lecturer der American Society of Civil Engineers mit der Vorlesung „Progress in Rockfill Dams“. Er war Mitglied der National Academy of Engineering und seit 2000 Ehrenmitglied der Internationalen Kommission für große Talsperren (ICOLD).
Cooke starb im April 2005 im Alter von 89 Jahren.